# Christianella
Christianella es un género de plantas de flores con cinco especies perteneciente a la familia Malpighiaceae. Es originario de Sudamérica.

## Taxonomía
El género fue descrito por W.R.Anderson  y publicado en Novon 16(2): 190-191, f. 8, en el año 2006. La especie tipo es Christianella mesoamericana (W.R.Anderson) W. R. Anderson.

## Descripción
Son enredaderas leñosas o arbustos en hábitats abierto. Tiene estípulas muy pequeñas, triangulares, en la base cerca de pecíolo. Las inflorescencias son  terminales o laterales, simples o (generalmente) agrupadas en panículas. Los pétalos son de color amarillo. El fruto en forma de sámaras.

## Especies
| - Christianella glandulifera (Cuatrec.) W.R.Anderson - Christianella mesoamericana (W.R.Anderson) W.R.Anderson - Christianella multiglandulosa (Nied.) W.R.Anderson - Christianella paludicola (W.R.Anderson) W.R.Anderson - Christianella surinamensis (Kosterm.) W.R.Anderson |